# Kenny O'Dell
Kenny O'Dell (Antlers, Oklahoma; 21 de junio de 1944-Nashville, Tennessee; 27 de marzo de 2018) fue un cantautor y músico estadounidense de música country.

## Biografía
Adquirió fama cuando escribió «Behind closed doors», tema interpretado por Charlie Rich y que alcanzó un éxito importante. Dicho tema ganó un premio Grammy en 1973 como la mejor canción country. Anteriormente consiguió que otro de sus temas, también interpretado por Rich, se colara en el top ten en 1972, «I take it on home».
Forma parte del Salón de la Fama de Compositores de Nashville, Tennessee, Estados Unidos.